# Vodnij stadion
Vodnij stadion (ryska: Водный стадион, "Vattenstadion") är en tunnelbanestation på Zamoskvoretskajalinjen i Moskvas tunnelbana. 
Tillsammans med stationerna Vojkovskaja och Retjnoj Vokzal öppnades den i december 1964 som en del i en tre stationers nordlig förlängning av linjen. Alla tre stationerna är byggda i samma stil, enligt den standardiserade tre-spanns pelardesignen som användes under 1960-talet för att spara pengar. 
Stationen är namngiven efter vattenstadion Dynamo, som tillhörde fotbollsklubben Dynamo. Vattenstadion var ett centrum för vattensport för allmänheten vid Chimkireservoaren (som binder samman Moskvafloden och Moskvakanalen). Stadion har ingen sportverksamhet idag utan inrymmer en yachtklubb och restaurangen Vodny.

## Galleri

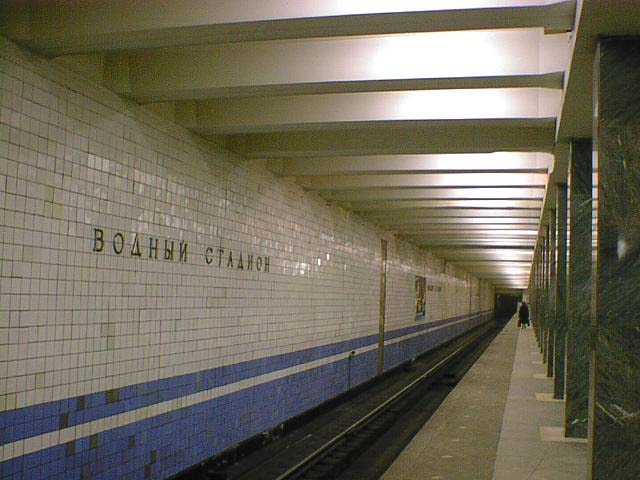
Plattform.